# Ferroportin
Ferroportin-1 (FPN1, IREG1, SLC40A1) (von lateinisch ferrum ‚Eisen‘ und portare ‚tragen, bringen‘) ist ein Membrantransport-Protein, bestehend aus 571 Aminosäuren, welches in Leber, Milz, Nieren, Herz, Darm und Plazenta gebildet wird und vorkommt. Es findet sich in der basolateralen Membran (der Membran, die Richtung Blut zeigt) von Epithelzellen und bewirkt dort den Eisenexport in das Blut. Ferroportin kann Eisen nur als Fe2+ binden und transportieren. Nach dem Transport und Oxidation zu Fe3+ durch das Plasmaprotein Caeruloplasmin oder das Membranprotein Hephästin kann die Bindung an Transferrin zum Weitertransport im Blut erfolgen.
Wenn sich Hepcidin an Ferroportin bindet, wird Ferroportin in das Zellinnere transportiert und abgebaut, die Zelle kann also kein Eisen mehr abgeben.
Mutationen am SLC40A1-Gen können am Menschen Hämochromatose Typ 4 verursachen.